# 吉士
吉士（きし）は、日本古代のヤマト政権のもとで行われた姓（かばね）あるいは氏の一つ。「吉志」・「吉師」・「企師」とも表記される。

## 概要
古代朝鮮において「王」・「首長」を意味する称号「於羅瑕」（「鞬吉支」）が渡来人の称号として日本で用いられ、やがてそれが姓となり、また氏ともなったらしい。本居宣長の『古事記伝』によると、新羅の17等の京位（中央役人の官位）中の14位である、「吉士」に由来するとなっており、「稽知」、「吉之」、「吉次」とも表記されている（金石文によると、新羅の官位制は6世紀初頭には成立していた）。
渡来系氏族が多く、難波周辺を本拠としていた。この姓を持つ氏族としては
1. 大彦命を祖とする[注釈 1]。のちの難波吉士で、この一族に難波日鷹吉士（なにわのひたかのきし）・大草香吉士（おおくさかのきし）がある。
2. 中国周人を祖先にもつ百済の努理使主（ぬり の おみ）を祖とする[2]。のちの調吉士（つきのきし）[3]
3. 新羅王子天日槍（あめ の ひぼこ）を祖とする。のちの三宅吉士（みやけのきし）

の3つの流れがある。
『日本書紀』巻第十三には、安康天皇によって誅された大草香皇子に殉死した難波吉師日香蚊（日香香、なにわ の きし ひかか）父子の話が見え（西暦に換算すると454年）、巻第十四には雄略天皇がその「日香香」の子孫を捜し出し、「大草香部吉士」にした（同じく470年）、とある。この記事は、難波吉士氏の一族が「草香部吉士」に改姓した、あるいは「草香部吉士氏」が「難波吉士氏」の分流として成立したことを示している。また同巻には、雄略天皇8年（464年）に「日本府行軍元帥」に任命された人物として難波吉士赤目子（なにわの きし あかめこ）が見える。巻第十八、安閑天皇2年（535年）には、「難波吉士」が登場し、「屯倉の税（たちから＝田租）を主掌（つかさど）らしむ」と記されている。
巻第二十二には、推古天皇5年11月（597年）に新羅に派遣された「吉士磐金」（きし いわかね）が同6年4月（598年）に帰国し、鵲2羽を献上したとあるが、そこには「難波吉士磐金」と表記されており、聖徳太子没（622年）後の同31年（623年）に再度新羅に派遣された時には「吉士磐金」となっている。さらに、巻第二十四の皇極天皇元年2月（642年）には、舒明天皇の弔使（とぶらい）の所に遣わされた「草壁吉士磐金」の名があり、「吉士磐金」と同一人物と見ることができる。同様の事例として
1. 推古天皇16年（608年）4月、に筑紫に派遣され、隋使裴世清（はいせいせい）らを出迎えた「難波吉士雄成」は[12]、同年9月隋使をおくる遣隋小使として渡海する際には、「吉士雄成」と表記されている[13]。
2. 皇極天皇元年（642年）2月に国勝吉士水鶏（くにかつ のきし くいな）が百済への使者として選ばれており[14]、巻第二十六には、斉明天皇2年（656年）に百済より帰国して鸚鵡1羽を献上した、小山下の難波吉士国勝（なにわ の きし くにかつ）の名前がある[15]。

以上のことから、「難波吉士」とは一族の名前ではなく、いくつもの氏族の集合体ではなかったのか、と考えることもできる。
「吉士」姓一族については、敏達天皇6年5月（577年）、小黒吉士（おぐろのきし）が百済に派遣されており、遣隋使・初期の遣唐使に任命されたものも数多い。「吉士」姓氏族は6世紀から7世紀にかけて、朝鮮半島諸国（百済・新羅・任那）や中国の南朝・唐などの諸国へ使者として派遣され、これら諸国の使節の迎節も担当し、対外交渉の役割を担った。7世紀後半には他の氏族（西文氏や史姓の氏族）からも登用され、この方面での「吉士」の役割はなくなった。
天武天皇10年1月（681年）に大山上の草香部吉士大形（おおかた）が小錦下の位と「難波連」の氏姓を賜り、同12年10月（683年）には「草壁吉士氏」が「三宅吉士氏」らとともに「連」の姓を与えられた。同13年10月1日（684年）に八色の姓が制定され、12月には上述の三宅連一族が「宿禰」姓を、翌14年6月（685年）には難波連一族が「忌寸」の姓を授けられているが、残りは「連」・「吉士」姓のままであった。
「吉士」は8世紀以降も摂津国東成(ひがしなり)・西成(にしなり)両郡の氏族として存続し、難波館(なにわのむろつみ)での外交儀礼を管掌した。『北山抄』によれば、阿倍氏に率いられ、大嘗祭(だいじょうさい)の際には、吉志舞を奏上した、という。『続日本紀』巻第二十六によると、天平神護元年閏10月（765年）、称徳天皇は道鏡に太政大臣禅師の位を授与したのちに、弓削寺に行幸して、唐・高麗の楽と「黒山企師部」の舞を演奏させた、という。